# José Gálvez (gobernador de Santa Fe)
José Gálvez (Santa Fe, 8 de junio de 1851 - Buenos Aires, 10 de agosto de 1910) fue un abogado y político argentino, gobernador de la provincia de Santa Fe entre los años 1886 y 1890.

## Biografía
Fueron sus padres Margarita Siburu y José Toribio Gálvez de la Quintana. Contrajo matrimonio con Eulogia Rosas y Torres Echenique.
Estudió en el Colegio de la Inmaculada Concepción de los Padres Jesuitas de la ciudad de Santa Fe, donde fue elegido para presidir la Academia Literaria. Más tarde estudió leyes y se graduó de abogado a los 22 años.
Durante el gobierno de Manuel María Zavalla, desempeñó el cargo de Ministro de Gobierno.

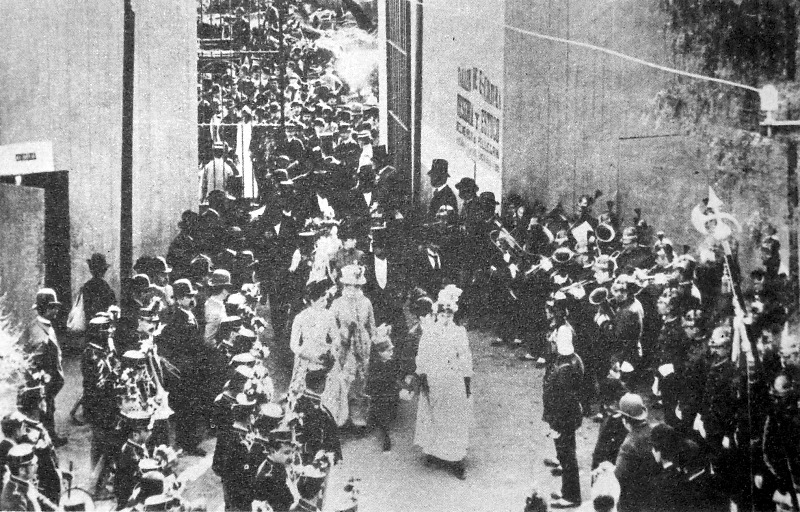
José Gálvez inaugurando la primera Exposición Rural Provincial en Rosario en 1887.

En 1886, con 34 años de edad, fue elegido como gobernador de la provincia de Santa Fe.
Su gobierno se basó en cuatro puntos: inmigración, ferrocarriles, puertos y educación. Fue así como pobló de colonias la provincia, proveyendo a cada pueblo de iglesia, escuelas, dispensarios.
Una de esas colonias es la hoy ciudad de Gálvez que fue fundada a partir de la estación del ferrocarril del mismo nombre, el 15 de octubre de 1886.
El 13 de junio de 1889, elevó a la Legislatura el proyecto de creación de la Universidad Provincial de Santa Fe (hoy Universidad Nacional del Litoral), de la que fue el primer Rector.
Falleció en Buenos Aires, a los 59 años, siendo en ese momento Ministro del Interior del presidente José Figueroa Alcorta. Sus restos descansan en el Santuario de Nuestra Señora de los Milagros (Santa Fe).